# Asbóth Oszkár (nyelvész)
Asbóth Oszkár (Újarad, 1852. augusztus 10. – Budapest, 1920. augusztus 24.) nyelvész, a szláv nyelvtudomány egyetemi tanára, a Magyar Tudományos Akadémia levelező (1892), majd rendes (1907) tagja. Fő kutatási területe a magyar nyelv szláv eredetű elemeinek kutatása. Az ELTE Bölcsészettudományi Kar egykori dékánja.

## Élete
1852. augusztus 10-én született a zömmel németek lakta Újaradon (ma Arad része). Apja Asbóth János, 1848-ban az első magyar kormány hivatalnoka, öccse Asbóth Emil gépészmérnök, műegyetemi tanár volt. Felesége Hertel Ágnes, gyermekeik Oszkár (1882), Elma (1885) és János (1887).
Gyermekkorában iskoláit Nagyszebenben végezte, ahol némettudását tökéletesítette, és megtanult románul is. A Pesti Királyi Tudományegyetem indogermanisztika szakos hallgatója lett, majd német egyetemeken (Lipcse, 1872; Berlin, 1873; Göttingen, 1874) az indoiráni nyelveket tanulmányozta. Göttingenben 1875-ben latin nyelvtudományi értekezésével bölcsészdoktori oklevelet szerzett. Érdeklődése akkor fordult a szlavisztika felé, amikor Berlinben megismerkedett Vatroslav Jagić horvát szlavistával. Az egyetem utáni egyéves önkéntesi szolgálata során megtanult oroszul. A budapesti egyetemen szláv nyelvekből és irodalmakból habilitált.
1880-tól a fővárosi egyetemen a szláv nyelvek és irodalmak magántanára, majd helyettes tanára, később rendkívüli tanára, 1892-től kezdve pedig nyilvános rendes tanára volt. Közben Oroszországban két hosszabb utazást tett (1882, 1889), megismerkedett Fjodor Ivanovics Buszlajev  nyelvtörténésszel, tanulmányozni kezdte a szláv nyelvek hangsúlyviszonyait.
A budapesti egyetemen csaknem negyven éven át a szláv filológiai tanszék vezetője volt. Lektor híján rendszeresen hirdetett kurzusokat orosz nyelvtanból, klasszikus orosz irodalomból, valamint ószláv nyelvtanból. Egy-egy tanéven keresztül helyettesített az indogermanisztikai tanszéken (szanszkrit nyelv) és a román tanszéken is. Egyetemen kívüli intézményekben német, szerb, bolgár és orosz nyelvet tanított. Tíz éven keresztül a kormány megbízásából az újvidéki szerb gimnázium érettségi vizsgáinak a felügyelője volt. Egyetemi adatlapjának nyelvismeret rovatában 1902-ben ez állt: magyar, német, valamennyi szláv nyelv, francia, angol, latin, görög, szanszkrit, norvég (dán), oláh.
Az 1908–1909-es tanévre a bölcsészettudományi kar dékánjává választották. 1919 februárjában újra dékán lett, csakhogy ezúttal nem választás, hanem kinevezés útján. Megbízatásának a tanácsköztársaság idején is eleget tett, ezt kollégái később nem bocsátották meg neki: annak ellenére, hogy napi politikai kérdések iránt soha nem mutatott érdeklődést, politikai kiállásként értékelték. Attól tartva, hogy az új társadalmi rendben a nyelvészet és a filológia háttérbe szorulhat, Asbóth 1919-ben elnökséget vállalt a Nyelvtudományi és Irodalomtörténeti Kutatók Szövetségében is. A tanácsköztársaság bukása után az egyetemen fegyelmi vizsgálat indult ellene, de mielőtt lezárulhatott volnaa, 1920. augusztus 24-én a megroppant egészségű tudós az utcán összeesett és meghalt.
A Magyar Tudományos Akadémiának (MTA) 1892-től levelező, 1907-től rendes tagja volt. Akadémiai levelező taggá választották Szentpétervárott és Zágrábban is. Az MTA 1919 decemberében törölte rendes tagjai sorából; rehabilitálására 1989-ben kerül sor.

## Munkássága
Életrajzírója, Kiss Lajos szerint „Asbóth Oszkárt tekinthetjük a szlavisztika, közelebbről a szláv nyelvtudomány első magyar tudományos művelőjének”.
Munkásságában központi helyet foglalt el a magyar nyelvbe került szláv jövevényszavak kutatása, eredetük és átvételük idejének meghatározása. Pályája kezdetén (Szlávság a magyar keresztény terminológiában, 1884) még az ún. pannon elmélet híve volt, mely szerint a legrégebbi szláv irodalmi nyelv Pannoniában keletkezett. Vatroslav Jagić hatására később elfogadta azt a nézetet, hogy az óegyházi szlávnak vagy ószlávnak nevezett irodalmi nyelv alapjául a Szaloniki, tehát Cirill és Metód szülőföldje környéki bolgár nyelvjárások szolgáltak, saját terminológiájában viszont továbbra is használta az általa pontosabbnak tartott ószlovén elnevezést.
A szláv szók a magyar nyelvben című műve Franz Miklosich Die slavischen Elemente im Magyarischen (1871, második kiadás 1884) című művének kritikája. Asbóth egyrészt felismerte a hangtani kritériumok jelentőségét az átadó nyelv meghatározása szempontjából (így például a mostoha, rozsda, mezsgye, pest a bolgárból, a megye, ragya, gatya pedig a szerbhorvátból való), de arra is figyelmeztetett, hogy ezek gyakran nem elégségesek egy adott jövevényszó forrásának eldöntéséhez.
Munkácsi Bernáttal vitatkozva kijelentette, „hogy a szláv szók nagy tömege csak a mai hazánkban kerülhetett nyelvünkbe” (A magyar nyelvbe került szláv szók átvételének helye és kora, 1900), majd egy terjedelmes, 102 oldalas tanulmányt közölt (Szláv jövevényszavaink. I. Bevezetés és a külömböző rétegek kérdése, 1907), melyben Melich Jánost bírálta. A Jagić-tanítvány Melich szerint ugyanis a magyarba került szláv szavak többsége nem bolgár eredetű (mint Asbóth állítja), hanem főként évszázadok során történt kölcsönzés a katolikus szláv népektől. Elismerve azt, hogy Melich jelentősen hozzájárult a magyar helyesírás eredetének és a keresztény terminológiának a kutatásához, Asbóth kifogásolja, hogy Melich valamennyi szláv nyelvnek a korabeli adataira támaszkodik, figyelmen kívül hagyva e nyelvek történetét.
A szláv torokhangok változásai című több részes tanulmányában (1907) valójában csak k hang sorsát taglalta az ún. szláv palatalizációk során. Az első palatalizációban ez a torokhang č-vé, a másodikban és a harmadikban pedig c-vé változik. Ezeknek a hangtani folyamatoknak az eredményei tükröződnek olyan jövevényszavakban, mint pl. abroncs, parancs, vagy éppen kupec, igric.
A j>gy változás a hazai szlovének nyelvében és a dunántúli magyar nyelvjárásokban c. írásában (1908) megállapítja, hogy a Vas megyei szlovének nyelvében ez a változás (pl. jagoda ’eper’ > gyagoda, jajce ’tojás’ > gyajce, drevje ’fák’ > drevgye, pijanec ’részeges’ > pigyanec stb.) sokkal következetesebb, mint a dunántúli magyaroknál. A két nyelv hasonló jelensége közötti kapcsolat kérdésére azonban még korainak tartotta válaszolni.
Egyéb szlavisztikai témájú művei közül kiemelkedik A hangsúly a szláv nyelvekben című publikációja (1891). Az orosz és a szerb nyelv hangsúlyviszonyait vizsgálva felismerte, hogy e két nyelv adatai alapján rekonstruálható a legbiztosabban az ősszlávra egykor jellemző intonáció. A szerbben megmaradt emelkedő és ereszkedő (mindkettő lehet rövid vagy hosszú) intonációt ismerve meghatározhatjuk a megfelelő orosz szó hangsúlyát. De Asbóth arra is felhívta a figyelmet, hogy a hangsúlyviszonyokban a későbbiek során is történhettek analógiás változások.
Művelődéstörténeti szempontból jelentős Az 1494-iki zenggi glagolita misekönyv című tanulmánya (1896), mely a nyelvi elemzésen kívül a glagolita írás eredetét és történetét is tartalmazza.
Kutatásai eredményét bemutató tanulmányai mellett több gyakorlati orosz nyelvkönyvet is írt, mely korában hiánypótlónak számított. Az MTA Nyelvtudományi Bizottságának megbízásából szerkesztette a Nyelvtudomány című folyóiratot (1907–1919).

## Főbb művei
- Szlávság a magyar keresztény terminológiában. Nyelvtudományi Közlemények 1884: 321–427.
- A hangsúly a szláv nyelvekben. Budapest, 1891. (Értekezések a Nyelv- és Széptudományok köréből. XV. kötet. 8. szám.)
- A szláv szók a magyar nyelvben. Budapest, 1893. (Értekezések a Nyelv- és Széptudományok köréből. XVI. kötet. 3. szám.)
- Az 1494-iki zenggi glagolita misekönyv. Magyar Könyvszemle 1896: 120–149, 209–244.
- A magyar nyelvbe került szláv szók átvételének helye és kora. Nyelvtudományi Közlemények 1900: 74–90, 209–230.
- A szláv torokhangok változásai. I. A k>č féle változás. Nyelvtudomány 1907: 12–47. II. A k>c féle változás. Nyelvtudomány 1907: 105–142, 180–196.
- Szláv jövevényszavaink. I. Bevezetés és a külömböző rétegek kérdése. Budapest, 1907. (Értekezések a Nyelv- és Széptudományok köréből. XX. kötet. 3. szám.) A j>gy változás a hazai szlovének nyelvében és a dunántúli magyar nyelvjárásokban. Budapest, 1908. (Értekezések a Nyelv- és Széptudományok köréből. XX. kötet. 10. szám.)